# Vachš
Il Vachš (o Vakhsh; in tagico Вахш o وخش) è un fiume dell'Asia centrale che scorre in Tagikistan; lungo circa 375 km, è il ramo sorgentifero di destra, o settentrionale, dell'Amu Darya.

## Geografia
Il Vachš nasce dalla confluenza dei fiumi Surchob e Obichingou a sud dei monti Alaj, nel nord del Tagikistan, e da lì prosegue in direzione sud-ovest. Le sue acque scorrono attraverso la diga di Rogun, la diga di Nurek e le due dighe Sangtuda-1 e Sangtuda-2. Al confine tra Tagikistan e Afghanistan, il Vachš si unisce al Pjandž per formare l'Amu Darya, ma senza toccare la sponda afghana sul lato opposto del fiume. In quest'area si trovano anche la riserva naturale di Tigrovaya Balka e il sito dove è stato rinvenuto il tesoro dell'Oxus.
Sulla riva o non lontano dal fiume si trovano le città di Nurek (Norak), Bochtar (Qurǧonteppa), Vachš e Balch (Kolkhozobod).

## Dighe
Il Vachš scorre attraverso le due dighe più alte del mondo e altre dighe; procedendo da monte a valle incontriamo:
| Nome       | Anno             | Altezza in m | Capacità installata in MW | Bacino artificiale in km² | Volume in km³ |
| ---------- | ---------------- | ------------ | ------------------------- | ------------------------- | ------------- |
| Rogun      | (in costruzione) | 335          | 3600                      |                           | 11,6          |
| Nurek      | 1980             | 300          | 3000                      | 106                       | 10,5          |
| Baipaza    | 1985             |              | 600                       |                           |               |
| Sangtuda-1 | 2009             | 75           | 670                       | 9,75                      | 0,26          |
| Sangtuda-2 | 2011             | 31,5         | 220                       |                           |               |
| Golovnaja  | 1962             |              | 240                       |                           |               |